# Gorgo (sommergibile)
Il Gorgo è stato un sommergibile della Regia Marina, appartenente alla classe Tritone.

## Storia
Divenne operativo nel febbraio 1943 e restò in servizio per soli tre mesi prima della perdita. 
Fu l'unico sommergibile della sua classe sul quale non fu necessaria la sostituzione delle eliche a passo costante (che su tutti gli altri diedero seri problemi) con quelle a passo variabile. 
L'8 febbraio 1943 attaccò un trasporto alleato lanciandogli quattro siluri, ma fu mitragliato e poi bombardato con cariche di profondità rimanendo comunque illeso.
Partì da Cagliari il 14 maggio, alle ore 22,00 per quella che doveva rivelarsi la sua ultima missione.
Alle 16.44 del 21 maggio 1943, al largo di Orano, mentre navigava in superficie al comando del capitano di corvetta Innocenzo Ragusa per intercettare il convoglio statunitense «GUS-7A», fu avvistato da un ricognitore britannico dovendo immergersi. Alle 7.18 il cacciatorpediniere USS Nields (allertato dall'aereo), dopo aver individuato il sommergibile, gettò nove bombe di profondità che però furono evitate dal Gorgo con un incremento della velocità; la seconda scarica di nove cariche – alle 17.23 – fu evitata scendendo a 110 metri di profondità e anche la terza (sempre di nove bombe, alle 17.31) andò a vuoto. Alle 17.41 il Nields gettò la quarta scarica di cariche di profondità e poco dopo furono avvistate chiazze di carburante; la successiva ricerca con l'idrofono non trovò più traccia del Gorgo che fu quindi ritenuto affondato in posizione 36°01' N e 00°34' O. 
Perì l'intero equipaggio (il comandante Ragusa, 4 altri ufficiali e 42 fra sottufficiali e marinai).
Il Gorgo aveva effettuato in tutto 3 missioni offensivo-esplorative e 13 di trasferimento, navigando per 5629 miglia in superficie e 611 in immersione.